# Нижньояркеєво
Нижньоярке́єво (рос. Нижнеяркеево, башк. Түбәнге Йәркәй) — село (в минулому присілок) у складі Ілішевського району Башкортостану, Росія. Входить до складу Юнновської сільської ради.
Населення — 977 осіб (2010; 839 у 2002).
Національний склад:
- башкири — 93 %

Стара назва — Нижній Яркей.